# Гупалівська волость
Гупалівська волость — історична адміністративно-територіальна одиниця Новомосковського повіту Катеринославської губернії. 
Станом на 1886 рік у складі було 3 поселення, 2 громад. Населення 7262 особи (3568 чоловічої статі та 3694 — жіночої), 1310 дворових господарств. 
|                     | Площа, десятин | У тому числі орної, дес. |
| ------------------- | -------------- | ------------------------ |
| Сільських громад    | 13228          | 11494                    |
| Приватної власності | —              | —                        |
| Іншої власності     | 165            | 149                      |
| Загалом             | 13393          | 11643                    |

Поселення волості:
- Гупалівка — слобода над річкою  Заплавка і лиманах Козацьким і Гряковим, 3058 осіб, православна церква,
- Дмухайлівка — селище при річці Суха Заплавка, 3311 осіб, православна церква,
- Топчине — село при річці Прядівка, 826 особи.

Станом на 1923 рік існувала також Дмухайлівська волость.